# Ministri presidenti della Renania-Palatinato
Il Ministro presidente della Renania-Palatinato (in lingua tedesca Rheinland-Pfalz Ministerpräsident) è il capo di un governo regionale tedesco.

## Elenco
| Immagine | Nome e cognome (vita e morte)    | Partito | Mandato di carica |
| -------- | -------------------------------- | ------- | ----------------- |
|          | Wilhelm Boden (1890 - 1961)      | CDU     | 1946 - 1947       |
|          | Peter Altmeier (1899 - 1977)     | CDU     | 1947 - 1969       |
|          | Helmut Kohl (1930 - 2017)        | CDU     | 1969 - 1976       |
|          | Bernhard Vogel (1932)            | CDU     | 1976 - 1988       |
|          | Carl-Ludwig Wagner (1930 - 2012) | CDU     | 1988 - 1991       |
|          | Rudolf Scharping (1947)          | SPD     | 1991 - 1994       |
|          | Kurt Beck (1949)                 | SPD     | 1994 - 2013       |
|          | Malu Dreyer (1961)               | SPD     | 2013 - 2024       |
|          | Alexander Schweitzer (1973)      | SPD     | 2024 - in carica  |